# United States Chess League 2006
Die United States Chess League 2006 war die zweite Austragung der United States Chess League, der US-amerikanischen Mannschaftsmeisterschaft im Schach.
Meister wurde die Mannschaft der San Francisco Mechanics, während der Titelverteidiger Baltimore Kingfishers das Playoff verpasste. Mit den Seattle Sluggers und Tennessee Tempo (beheimatet in Nashville) waren zwei neue Teams am Start, so dass der Wettbewerb mit zehn Mannschaften ausgetragen wurde.
Zu den gemeldeten Mannschaftskadern siehe Mannschaftskader der United States Chess League 2006.

## Spieltermine
Die Wettkämpfe der Vorrunde (Regular Season) fanden statt am 30. August, 6., 13., 20. und 27. September, 4., 11., 18. und 25. Oktober sowie am 1. November 2006, wobei außer in der zweiten und zehnten Runde jeweils ein Wettkampf bereits zwei Tage zuvor gespielt wurde. Die Wildcard Round wurde am 8. November gespielt, die Halbfinalwettkämpfe am 15. November gespielt, das Finale am 29. November. Alle Wettkämpfe wurde via Internet auf dem Server des Internet Chess Club gespielt.

## Modus
Die zehn teilnehmenden Teams wurden in zwei Fünfergruppen (Eastern Division und Western Division) eingeteilt. Jede Mannschaft spielte je zweimal gegen die Mitglieder der gleichen Gruppe und je einmal gegen zwei Teams der anderen Gruppe. Über die Platzierung entschied zunächst die Anzahl der Mannschaftspunkte (ein Punkt für einen Sieg, ein halber Punkt für ein Unentschieden, kein Punkt für eine Niederlage), anschließend die Zahl der Brettpunkte (ein Punkt für einen Sieg, ein halber Punkt für ein Unentschieden, kein Punkt für eine Niederlage). Die ersten Drei jeder Gruppe qualifizierten sich für die Finalrunde (Playoff), die im k.-o.-System ausgetragen wurde. Dabei waren die beiden Gruppensieger direkt für das Halbfinale qualifiziert, während die Zweit- und Drittplatzierten in der Wildcard Round die beiden übrigen Halbfinalplätze ausspielten.

## Vorrunde

### Gruppeneinteilung
Die zehn Mannschaften wurden wie folgt in die zwei Vorrunden eingeteilt:
| Eastern Division       | Western Division        |
| ---------------------- | ----------------------- |
| New York Knights       | San Francisco Mechanics |
| Baltimore Kingfishers  | Miami Sharks            |
| Boston Blitz           | Dallas Destiny          |
| Philadelphia Inventors | Seattle Sluggers        |
| Carolina Cobras        | Tennessee Tempo         |

### Eastern Division
Vor der letzten Runde hatte sich Boston bereits für das Halbfinale qualifiziert, während die beiden Startplätze in der Wildcard Round noch hart umkämpft waren. Am Ende setzten sich New York und Carolina knapp durch.

#### Abschlusstabelle
| Pl. | Verein                    | Sp | G | U | V | MP      | Brett-P.  |
| --- | ------------------------- | -- | - | - | - | ------- | --------- |
| 01. | Boston Blitz              | 10 | 7 | 2 | 1 | 8,0:2,0 | 25,5:14,5 |
| 02. | New York Knights (D)      | 10 | 3 | 3 | 4 | 4,5:5,5 | 18,5:21,5 |
| 03. | Carolina Cobras           | 10 | 3 | 2 | 5 | 4,0:6,0 | 19,5:20,5 |
| 04. | Philadelphia Inventors    | 10 | 2 | 4 | 4 | 4,0:6,0 | 19,0:21,0 |
| 05. | Baltimore Kingfishers (M) | 10 | 3 | 2 | 5 | 4,0:6,0 | 18,5:21,5 |

#### Entscheidungen
|     | qualifiziert für das Halbfinale: Boston Blitz                          |
|     | qualifiziert für die Wildcard Round: New York Knights, Carolina Cobras |
| (M) | Vorjahresmeister                                                       |
| (D) | Divisionssieger des Vorjahres                                          |

### Western Division
Vor der letzten Runde stand San Francisco als Halbfinalist und Seattle als Teilnehmer der Wildcard Round fest, während die Entscheidung über den dritten Platz erst in der letzten Runde für Dallas fiel.

#### Abschlusstabelle
| Pl. | Verein                      | Sp | G | U | V | MP      | Brett-P.  |
| --- | --------------------------- | -- | - | - | - | ------- | --------- |
| 01. | San Francisco Mechanics (D) | 10 | 7 | 3 | 0 | 8,5:1,5 | 26,0:14,0 |
| 02. | Seattle Sluggers (N)        | 10 | 6 | 2 | 2 | 7,0:3,0 | 25,5:14,5 |
| 03. | Dallas Destiny              | 10 | 2 | 5 | 3 | 4,5:5,5 | 21,0:19,0 |
| 04. | Miami Sharks                | 10 | 3 | 2 | 5 | 4,0:6,0 | 18,0:22,0 |
| 05. | Tennessee Tempo (N)         | 10 | 1 | 1 | 8 | 1,5:8,5 | 8,5:31,5  |

#### Entscheidungen
|     | qualifiziert für das Halbfinale: San Francisco Mechanics              |
|     | qualifiziert für die Wildcard Round: Seattle Sluggers, Dallas Destiny |
| (D) | Divisionssieger des Vorjahres                                         |
| (N) | erstmals teilnehmendes Team                                           |

## Endrunde

### Übersicht
|  | Viertelfinale           | Viertelfinale |  |  | Halbfinale              | Halbfinale              |   |  | Finale | Finale |
|  |                         |               |  |  |                         |                         |   |  |        |        |
|  |                         |               |  |  |                         |                         |   |  |        |        |
|  | Boston Blitz            |               |  |  |                         |                         |   |  |        |        |
|  | Freilos                 |               |  |  | Boston Blitz            | 1                       |   |  |        |        |
|  |                         |               |  |  | New York Knights        | 3                       |   |  |        |        |
|  | New York Knights        | 3             |  |  |                         |                         |   |  |        |        |
|  | Carolina Cobras         | 1             |  |  | New York Knights        | 2                       |   |  |        |        |
|  |                         |               |  |  |                         | San Francisco Mechanics | 2 |  |        |        |
|  | San Francisco Mechanics |               |  |  |                         |                         |   |  |        |        |
|  | Freilos                 |               |  |  | San Francisco Mechanics | 3                       |   |  |        |        |
|  |                         |               |  |  | Seattle Sluggers        | 1                       |   |  |        |        |
|  | Seattle Sluggers        | 2             |  |  |                         |                         |   |  |        |        |
|  | Dallas Destiny          | 2             |  |  |                         |                         |   |  |        |        |

### Entscheidungen
|  | US-amerikanischer Mannschaftsmeister: San Francisco Mechanics |

### Wildcard Round
Die beiden Gruppenzweiten qualifizierten sich für das Halbfinale. Während New York gegen Carolina deutlich gewann, kam Seattle gegen Dallas nur zu einem Unentschieden, war aber durch die bessere Vorrundenplatzierung weiter.

### Halbfinale
Während San Francisco seiner Favoritenrolle gegen Seattle gerecht wurde, scheiterte Boston überraschend an New York.

### Finale
Das Finale endete 2:2, so dass die Entscheidung in einem Tiebreak im Blitzschach (mit einer Bedenkzeit von 3 Minuten für die gesamte Partie zuzüglich 3 Sekunden Aufschlag pro Zug) fallen musste. Das Reglement sah vor, dass zunächst die am vierten Brett aufgestellten Spieler gegeneinander spielen mussten. Der Verlierer schied aus, während der Sieger gegen den am nächsthöheren Brett aufgestellten Spieler antrat. Bei einem Remis scheiterten beide Spieler, außer wenn ein am ersten Brett aufgestellter Spieler daran beteiligt war. In diesem Fall wurde die Partie mit vertauschten Farben neu angesetzt. Der Tiebreak war entschieden, sobald alle Spieler der einen Mannschaft ausgeschieden waren. Die Ergebnisse des Tiebreaks lauteten:
| Weiß                               | Schwarz                          | Ergebnis |
| ---------------------------------- | -------------------------------- | -------- |
| Samuel Shankland (San Francisco)   | Matthew Herman (New York)        | 1:0      |
| Robert Hess (New York)             | Samuel Shankland (San Francisco) | 0,5:0,5  |
| Dmitry Zilberstein (San Francisco) | Irina Krush (New York)           | 0,5:0,5  |
| Pascal Charbonneau (New York)      | David Pruess (San Francisco)     | 1:0      |
| Joshua Friedel (San Francisco)     | Pascal Charbonneau (New York)    | 1:0      |

## Auszeichnungen

### Most Valuable Player
Der Titel des Most Valuable Player (MVP) wurde aufgrund der Vorrundenergebnisse vergeben. Für eine Gewinnpartie am ersten Brett erhielt ein Spieler vier Punkte, für eine Niederlage wurden ihm vier Punkte abgezogen. Am zweiten Brett wurden analog drei Plus- beziehungsweise Minuspunkte vergeben, am dritten und vierten Brett je zwei. Zusätzlich wurde für jede mit den schwarzen Steinen erreichte Gewinn- und Remispartie ein Punkt gutgeschrieben. Den Titel gewann Julio Becerra Rivero (Miami) mit 19 Punkten, auf den Plätzen 2 und 3 folgten Oleg Zaikov (Carolina) mit 14 Punkten und Grigory Serper (Seattle) mit 11 Punkten.

### All Star Teams
Es wurden zwei All Star Teams nominiert. Dem ersten Team gehörten Julio Becerra Ribero, Jacek Stopa (Dallas), Oleg Zaikov und Samuel Shankland (San Francisco) an, dem zweiten Joshua Friedel, Vinay Bhat (beide San Francisco), Richard Costigan (Philadelphia) und Craig Jones (Dallas).

### Game of the Year
Nach jeder Runde wurde eine Partie der Woche (Game of the Week) gewählt, aus den 13 Partien der Woche wurde die Partie des Jahres (Game of the Year) gewählt. Der Titel ging an die Remispartie zwischen Paweł Blehm (Baltimore) und Pascal Charbonneau aus der zweiten Runde, auf den nächsten Plätzen folgten die Gewinnpartien von Julio Becerra Ribero gegen Paweł Blehm aus der vierten Runde sowie von Larry Christiansen (Boston) gegen Lev Milman (Carolina) aus der fünften Runde.

## Die Meistermannschaft
| 1.            | San Francisco Mechanics |
| Schachfiguren | Joshua Friedel, Vincent McCambridge, Vinay Bhat, David Pruess, Dmitry Zilberstein, Mark Pinto, Samuel Shankland, Daniel Naroditsky. |